# ایرنه کامبر
ایرنه کامبر (ایتالیایی: Irene Camber؛ زادهٔ ۱۲ فوریهٔ ۱۹۲۶) شمشیرباز اهل ایتالیا بود.
وی در مسابقات کشوری و بین‌المللی در مجموع برندهٔ ۳ مدال طلا، ۱ مدال نقره، ۶ مدال برنز شده‌است.